# Manuel Rodrigues Lapa
Manuel Rodrigues Lapa (* 22. April 1897 in Anadia; † 28. März 1989 ebenda) war ein portugiesischer Romanist, Lusitanist, Brasilianist und Galicist.

## Leben und Werk
Lapa wurde 1930 (nach einem achtmonatigen Studienaufenthalt in Paris) an der Universität Lissabon promoviert mit der Arbeit Das Origens da Poesia Lírica em Portugal na Idade Média. 1935 musste er seinen Lehrstuhl aus politischen Gründen räumen und wechselte in das Privatschulwesen und in den Journalismus, blieb aber in der Forschung und wurde 1945 Korrespondierendes Mitglied der Real Academia Galega in A Coruña. 1949 wurde er festgenommen und kam nur gegen Kaution frei.
Ab 1957 lehrte er an der Universidade Federal de Minas Gerais in Belo Horizonte in Brasilien und nahm dort auch Wohnsitz. Ab 1960 wohnte er in Rio de Janeiro. 1962 kehrte er nach Portugal zurück.
Nach dem Sturz Salazars 1974 wurde in Portugal sein Lebenswerk gewürdigt. Zu seinem 80. Geburtstag gratulierte ihm 1977 die Academia das Ciências de Lisboa. Er erhielt 1983–1984 eine Festschrift und 1985 den Orden des Infanten Dom Henrique (Großkreuz), sowie 1988 die Ehrenpromotion der Universität Aveiro. In Anadia trägt eine Schule seinen Namen.

## Werke
- A Cultura Moral e o Ensino da Língua Francesa, Lissabon 1921 (61 Seiten)
- Liçôes de literatura portuguesa. Época medieval, Lissabon 1934 (zahlreiche Auflagen)
- Estilística da língua portuguesa, Coimbra 1945 (zahlreiche Auflagen, einschließlich in Brasilien)
- As «Cartas Chilenas». Um Problema Histórico e Filológico, Rio de Janeiro 1958
- Vida e obra de Alvarenga Peixoto [1744–1793], Rio de Janeiro 1960
- Vocabulário galego-português, Vigo 1965, 1970 (108 Seiten)
- Miscelânea de língua e literatura portuguesa medieval, Rio de Janeiro 1965, Coimbra 1982
- Estudos galego-portugueses por uma Galiza renovada, Lissabon 1979
- As minhas razões. Memórias de um idealista que quis endireitar o mundo, Coimbra 1983

### Herausgebertätigkeit (Auswahl)
- Diogo de Couto, O Soldado prático, Lissabon 1937
- Amadis de Gaula, Lissabon 1937
- João de Barros (Historiker), Panegíricos (Panegírico de D. João III e da Infanta D. Maria), Lissabon 1937
- Luis de Sousa, Anais de D. Joao III, Lissabon 1938
- Afonso X., Cantigas de Santa Maria, Lissabon 1939
- António das Chagas, Cartas Espirituais, Lissabon 1939
- Crestomatía arcaica, Lissabon 1940
- Historiadores quinhentistas, Lissabon 1942
- Tomás Antônio Gonzaga, Obras completas, 2 Bd., Rio de Janeiro 1957
- Francisco de Sá de Miranda, Obras completas, Lissabon 1960
- Cantigas d'escarnho e de mal dizer dos cancioneiros medievais galego-portugueses, Vigo 1965